# جورج جوزيف ريختر
جورج جوزيف ريختر (بالألمانية: Georg Gottlob Richter)‏ هو كاتب وفيلسوف وطبيب ألماني، ولد في 4 فبراير 1694 في شنيهبرغ في ألمانيا، وتوفي في 28 مايو 1773 في غوتينغن في ألمانيا.